# Clarkson Nott Potter

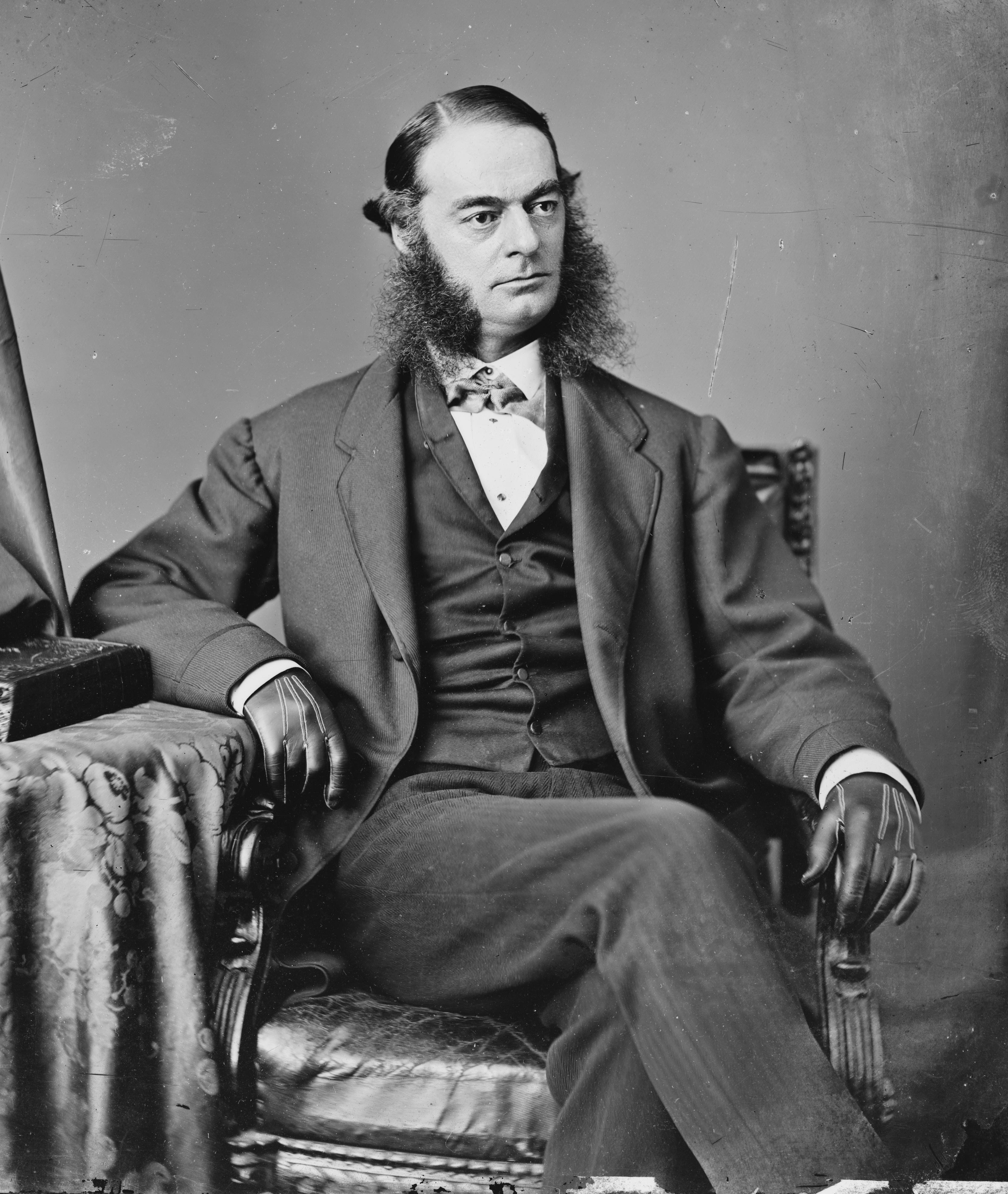
Clarkson Nott Potter

Clarkson Nott Potter (* 25. April 1825 in Schenectady, New York; † 23. Januar 1882 in New York City) war ein US-amerikanischer Bauingenieur, Jurist und Politiker. Er vertrat zwischen 1869 und 1875 sowie zwischen 1877 und 1879 den Bundesstaat New York im US-Repräsentantenhaus.

## Werdegang
Clarkson Nott Potter studierte und schloss seine Vorstudien ab. Er graduierte 1842 am Union College in Schenectady und 1843 am Rensselaer Polytechnic Institute als Bauingenieur. Danach arbeitete er 1843 als Gutachter (surveyor) in Wisconsin. Er studierte Jura. Seine Zulassung als Anwalt erhielt 1846 und begann dann im folgenden Jahr in New York City zu praktizieren. 1863 wurde er Trustee am Union College – eine Stellung, die er bis 1882 innehatte. Politisch gehörte er der Demokratischen Partei an.
Bei den Kongresswahlen des Jahres 1868 für den 41. Kongress wurde er im zehnten Wahlbezirk von New York in das US-Repräsentantenhaus in Washington, D.C. gewählt, wo er am 4. März 1869 die Nachfolge von William H. Robertson antrat. Er wurde einmal wiedergewählt. Im Jahr 1872 kandidierte er im elften Wahlbezirk von New York für den 43. Kongress. Nach einer erfolgreichen Wahl trat er am 4. März 1873 die Nachfolge von Charles St. John an. Da er auf eine erneute Kandidatur im Jahr 1874 verzichtete, schied er nach dem 3. März 1875 aus dem Kongress aus. Man wählte ihn dann 1876 im zwölften Wahlbezirk von New York in den 45. Kongress, wo er am 4. März 1877 die Nachfolge von Nathaniel H. Odell antrat. Da er auf eine erneute Kandidatur im Jahr 1878 verzichtete, schied er nach dem 3. März 1879 aus dem Kongress aus. Als Kongressabgeordneter hatte er den Vorsitz über das Committee on Pacific Railroads (45. Kongress).
Während seiner Kongresszeit nahm er in den Jahren 1872 und 1876 an den Democratic National Conventions teil. Dann war er in den Jahren 1875 und 1877 Präsident bei den Democratic New York State Conventions. 1879 kandidierte er erfolglos für den Posten des Vizegouverneurs von New York. Dann war er in den Jahren 1881 und 1882 Präsident der American Bar Association. Er verstarb am 23. Januar 1882 in New York City und wurde dann auf dem Vale Cemetery in Schenectady beigesetzt.

## Familie
Clarkson Nott Potter war der Sohn von Bischof Alonzo Potter aus Pennsylvania. Er hatte mindestens fünf Brüder:
- Robert Brown Potter (1829–1887), US Generalmajor während des Bürgerkrieges
- Edward Tuckerman Potter (1831–1904), US-amerikanischer Architekt, der das Nott Memorial am Union College entwarf
- Henry Codman Potter (1835–1908), Bischof von New York und Nachfolger von Horatio Potter
- William Appleton Potter (1842–1909), US-amerikanischer Architekt, welcher zahlreiche Gebäude entwarf, einschließlich der Church of the Presidents in Elberon (New Jersey)
- Eliphalet Nott Potter